# Oleg Mandić
Oleg Mandić (Trst, 14. studenoga 1906. – Zagreb, 20. svibnja 1979.) bio je hrvatski povjesničar, pravnopovijesni znanstvenik, sociolog i politički dužnosnik.

## Životopis
Rođen je u Trstu 1906. godine. Školovao se u Hrvatskoj (Voloskom, Zagrebu i Sušaku) i inozemstvu: Rusiji, Engleskoj, Austriji (Beč) i Italiji (Siena) gdje je doktorirao pravo.
Kasnije je radio u očevu odvjetničkom uredu u zapadnim hrvatskim krajevima koji su podlim igrama međunarodnih moćnika dodijeljeni Italiji, ignorirajući Wilsonovih 14 točaka, poluotoku Istri. Ondje se borio za prava Hrvata kojima su nacionalna prava bila povrijeđena, osobito nakon dolaska fašista na vlast. S obzirom na to da njegov rad predstavlja nastavak borbu protiv talijanizacije hrvatskih krajeva i borbu za emancipaciju Hrvata, može ga se smatrati dijelom Hrvatski narodni preporod u Istri koji je za razliku od ostalih hrvatskih krajeva, znatno se teže razvijao i u mnogome kasnio.
Kad je izbio drugi svjetski rat, prišao je hrvatskim antifašističkim borcima. 1943. je prešao na teritorij pod nadzorom partizanskih snaga. Ondje je uskoro obnašao visoke dužnosti, pa je 1944. bio tajnikom Crvenog križa Hrvatske.
Poslije rata bio je u Kraljevskom namjesništvu šef protokola, zatim članom Oblasne skupštine Istre, a u ministarstvu pravosuđa NR Hrvatske bio je načelnik.
Predavao je na zagrebačkom Pravnog fakulteta od 1946. do odlaska u mirovinu 1977. godine. Bavio se sociologijom te teorijom države i prava. Pisao je i o religiji i o pravnopovijesnim problemima Hrvatske u srednjem vijeku, posebice o njegovom kraju, Kvarneru i poluotoku Istri.
Više je godina bio u uredništvu Historijskog zbornika.

## Nagrade i priznanja
Jedan je od rijetkih hrvatskih znanstvenika kojem se dogodilo da dok je još bio živ da su u inozemstvu doktorandi branili doktorske dizertacije koje su za temu imale njegov sociološki rad.